# 塞尔 (朗德省)
塞尔（法語：Cère，法語發音：[sɛʁ]）是法国朗德省的一个市镇，属于蒙德马桑区。

## 地理
塞尔（43°59'31"N, 0°32'5"W）面积39.87 平方千米，位于法国新阿基坦大区朗德省，该省份为法国西南部沿海省份，是法國本土面积第二大的省，北起吉倫特省，西临大西洋，南至大西洋比利牛斯省，东临热尔省，东北与洛特-加龍省接壤。
与塞尔接壤的市镇（或旧市镇、城区）包括：布罗卡、卡南和雷奥、加兰、热卢克斯、于沙克和帕朗蒂斯、圣阿维、圣马丹多内。

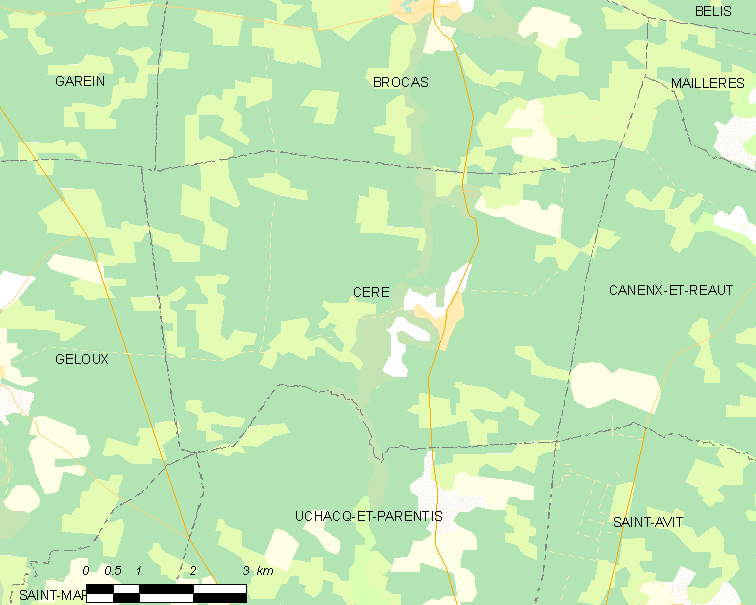
的OSM定位图

塞尔的时区为UTC+01:00、UTC+02:00（夏令时）。

## 行政
塞尔的邮政编码为40090，INSEE市镇编码为40081。

## 政治
塞尔所属的省级选区为上朗德-阿马尼亚克县。

## 人口

1962-2008年间人口变化图示

塞尔于2022年1月1日时的人口数量为416人。